# Melkweg (sterrenstelsel)

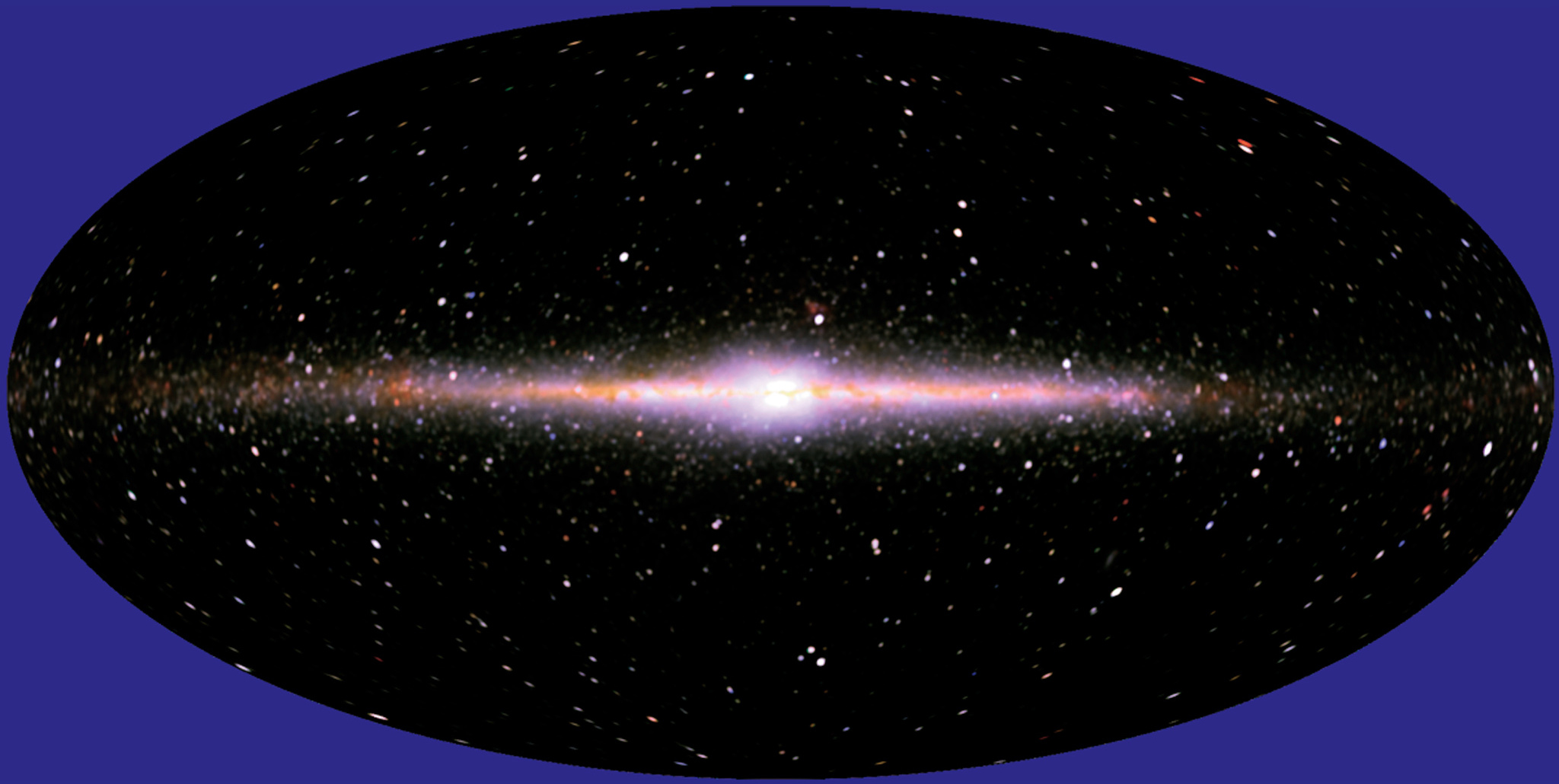
De Melkweg gemeten door COBE bij 1,25, 2,2, en 3,5 µm

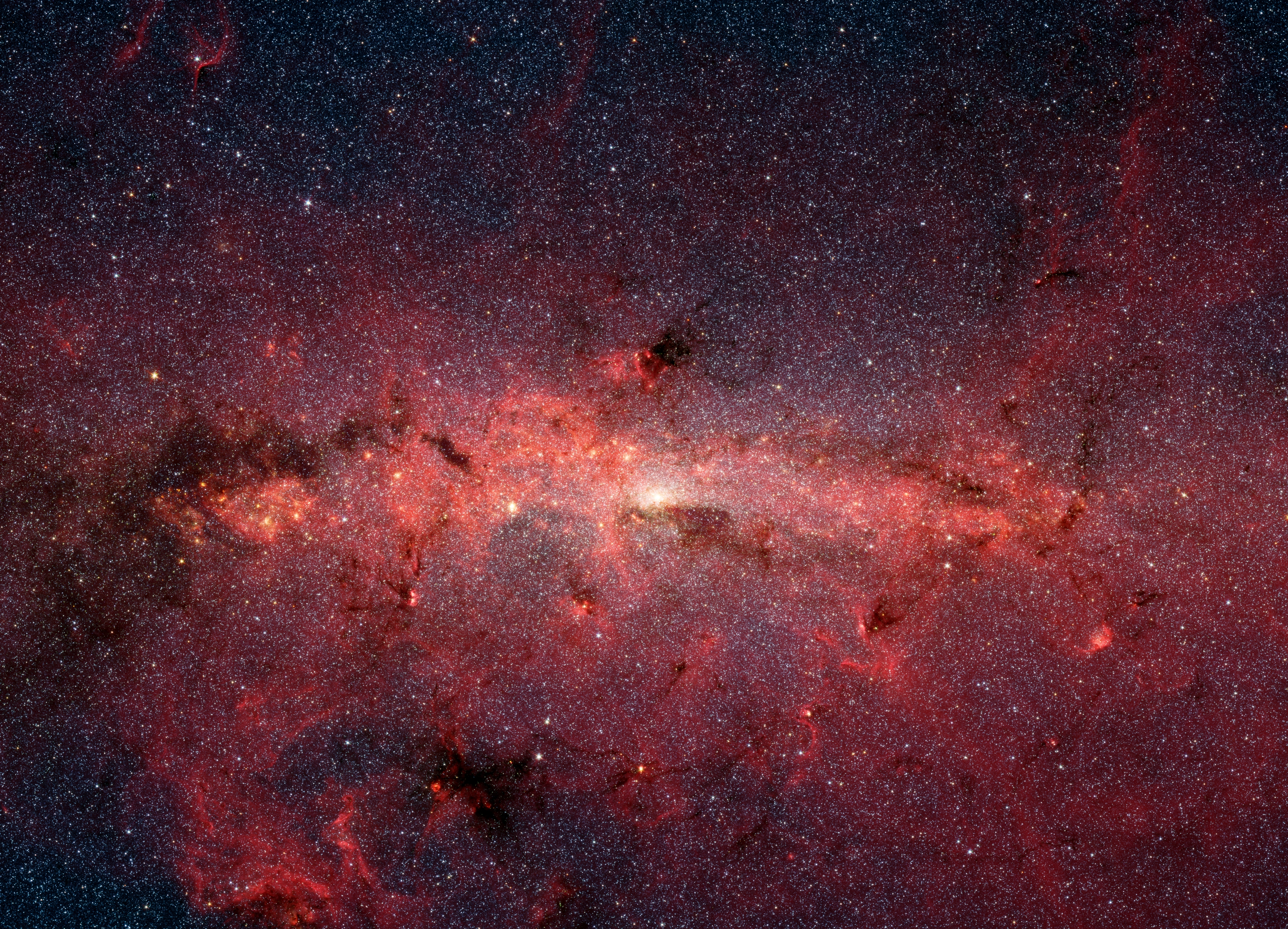
Centrum van de Melkweg gezien door Spitzer Space Telescope. De gemeten golflengtes liggen tussen de 3,6 en 8,0 µm.

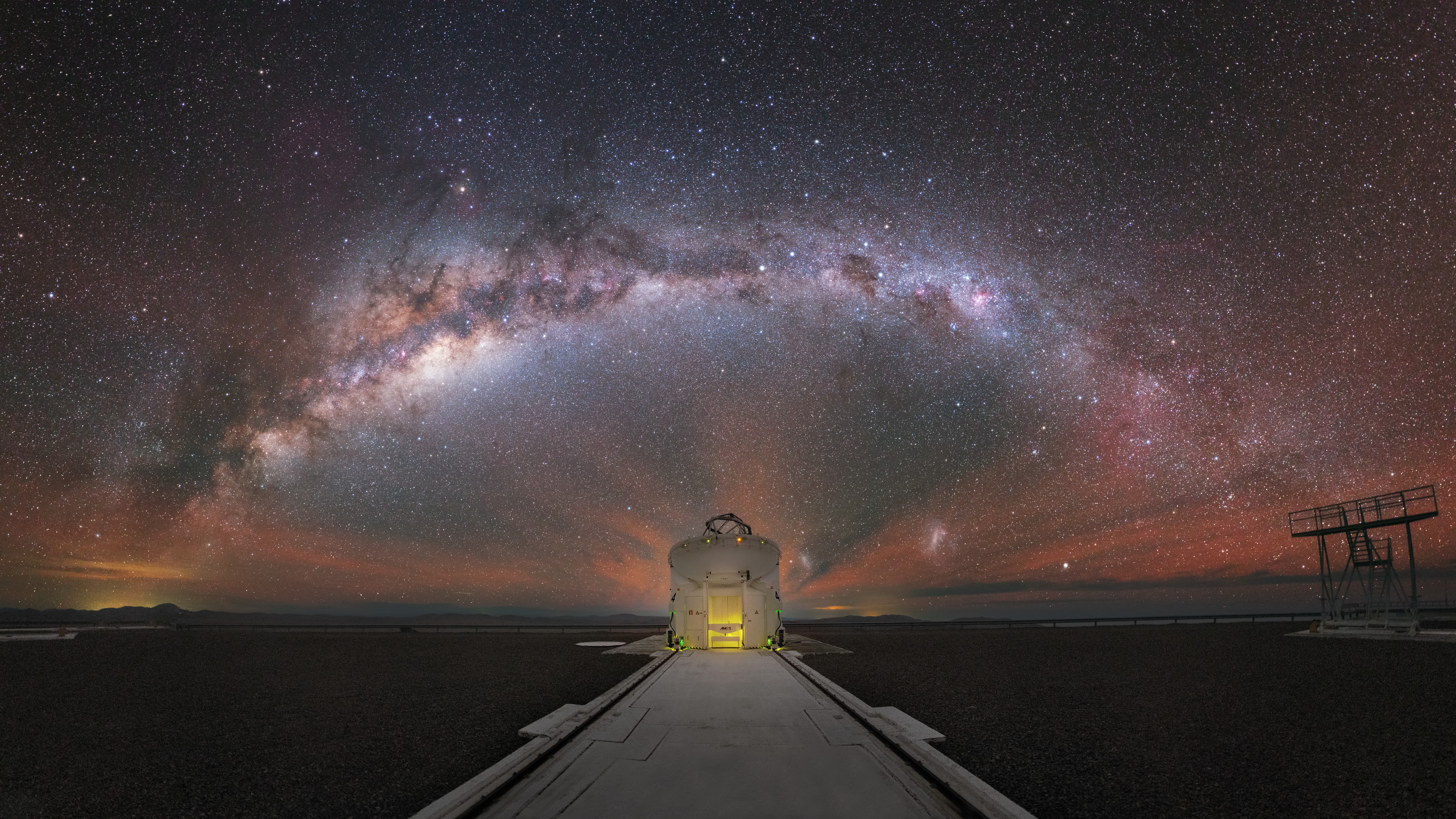
De Melkweg boven het Paranal-observatorium

De componenten van het Melkwegstelsel

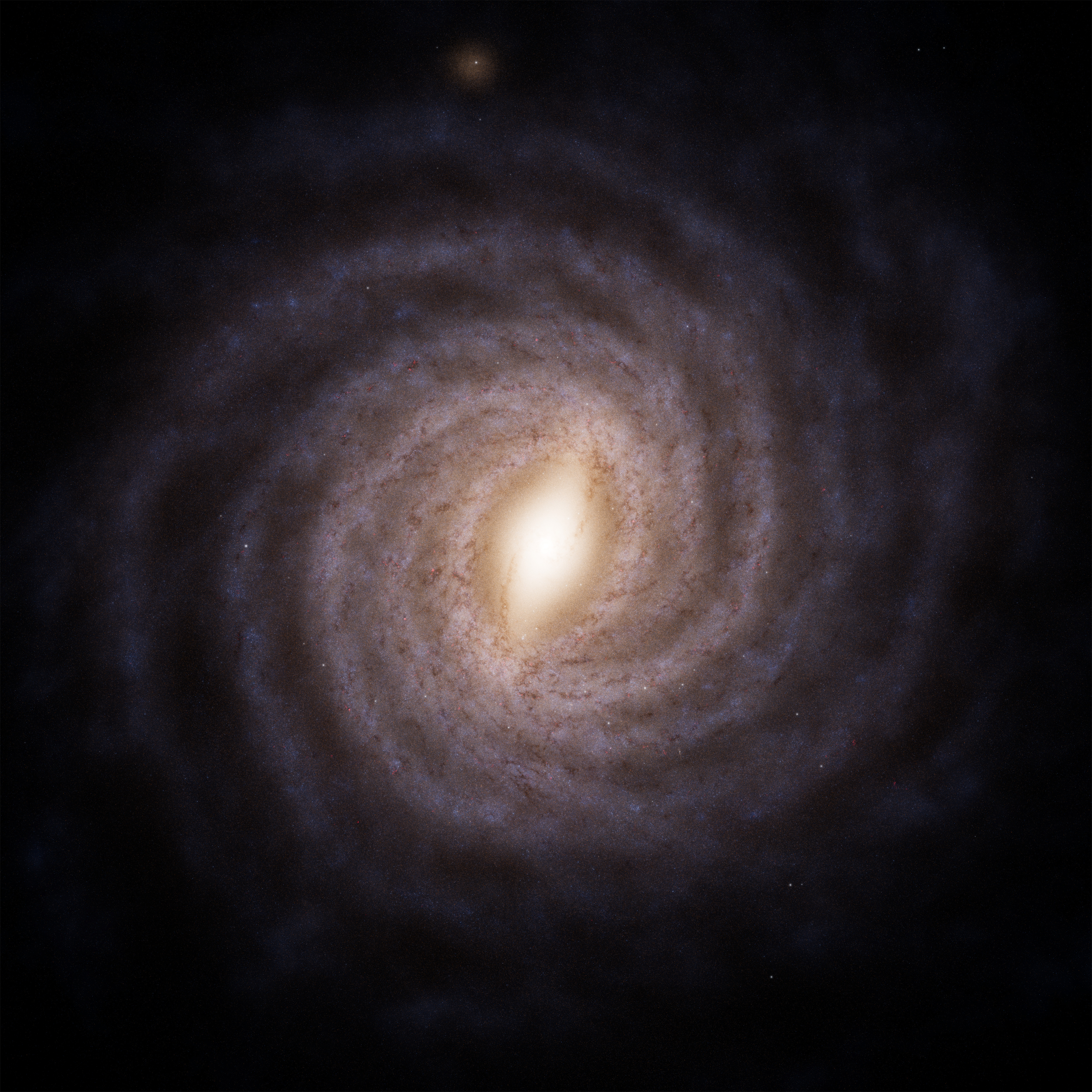
Model van de Melkweg gebaseerd op waarnemingen met Gaia

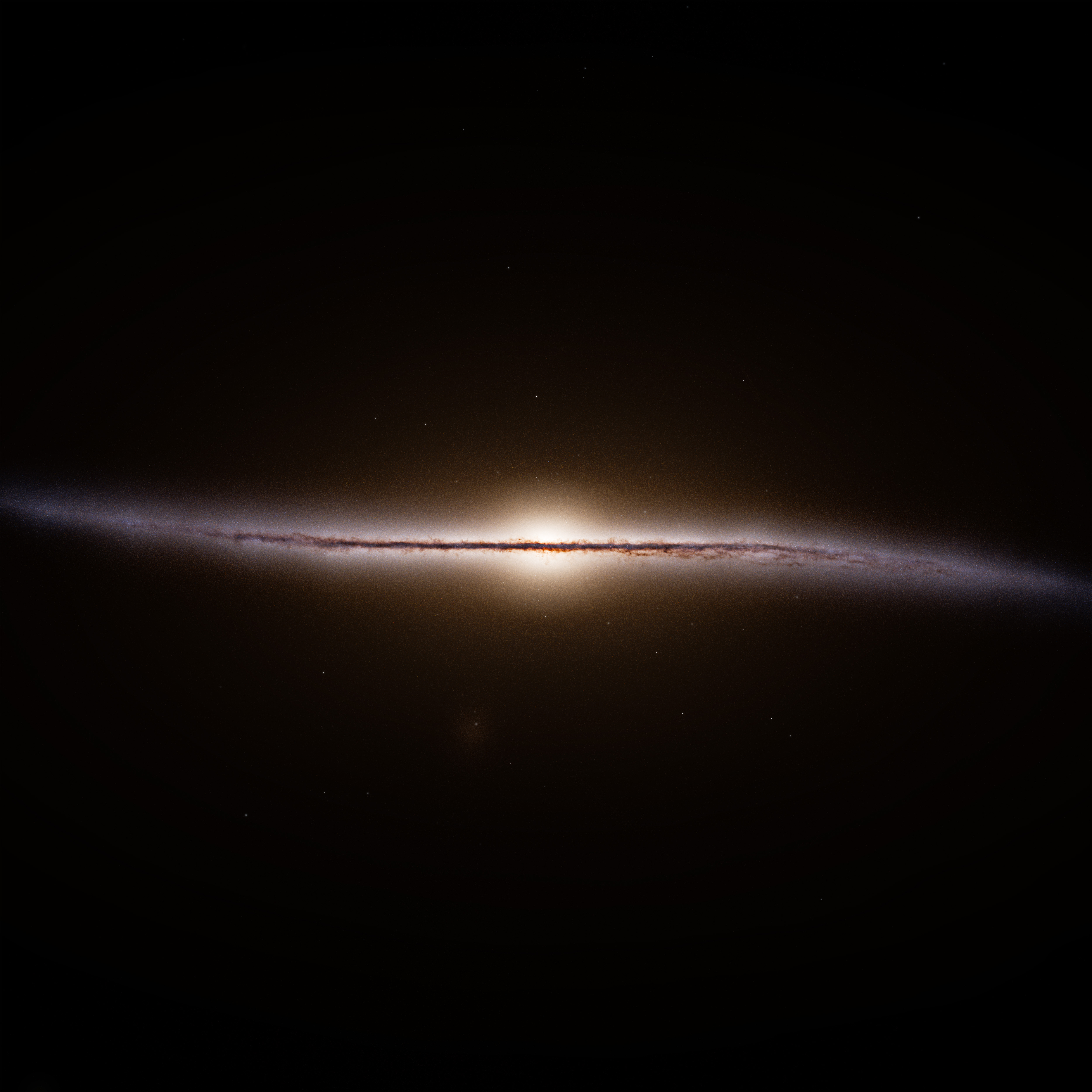
Model van de Melkweg gebaseerd op waarnemingen met Gaia

De Melkweg, het Melkwegstelsel of het galactisch stelsel (van het Griekse galaxias, γαλαξίας, of kyklos galaktikos = 'melkcirkel') is het sterrenstelsel waarin het zonnestelsel met de Aarde zich bevindt. Vanaf de Aarde is de Melkweg te zien als een lichtende band die de hemel omspant, mits het donker genoeg is. Door lichtvervuiling is de Melkweg op sommige plaatsen moeilijk of niet meer te zien. De Melkweg bevat 200 tot 400 miljard sterren en is daarmee van gemiddelde grootte.

## Structuur van de Melkweg
Het is voor astronomen niet gemakkelijk geweest zich een beeld te vormen van de structuur van de Melkweg, omdat de Aarde er zelf deel van uitmaakt. Ons zicht wordt ook op grote delen ervan verhinderd door nevels en gaswolken, door absorptienevels. Men is er na veel observatie en modelvorming toch in geslaagd zich een redelijk nauwkeurig beeld van de structuur te vormen. Onderzoek naar de structuur van de Melkweg werd onder meer gedaan door William Herschel, Jacobus Cornelius Kapteyn, Harlow Shapley en Jan Hendrik Oort.
Van opzij ziet de Melkweg eruit als een schotel, de 'galactische schijf', met een verdikte kern, de bulge. De Melkweg is uit ten minste 200 miljard sterren samengesteld, recentere schattingen spreken zelfs van rond de 400 miljard sterren, waarvan het grootste deel zich in de schijf bevindt.
Het stelsel bevat oude en nieuwe sterren, en interstellaire materie. De interstellaire materie bestaat uit moleculaire wolken, H-I-gebieden, en H-II-gebieden. Het bestaat uit een centrale verdikking, de bulge, een schijf met vier grote en enkele kleinere 'spiraalarmen' en een halo. Heet gas in de halo wordt ook wel corona genoemd.

### Centrale verdikking
De centrale verdikking van de Melkweg is waarschijnlijk balkvormig en is geelwit van kleur. Hij heeft een diameter van ongeveer 20 000 lichtjaar en een dikte van ongeveer 6000 lichtjaar en bevat naar schatting 50 miljard sterren in een dichte concentratie. Hoe de balkspiraal van de Melkweg, dat zich uitstrekt door het galactisch centrum, er precies uitziet is vaak onderwerp van gesprek. De lengte van de helft van de balk schat men tussen de 1 en 5 kiloparsec en de helft van de lengte tussen de 10 en 50 graden. De balk zou omgeven kunnen zijn door een ring, die de 5-kiloparsec-ring wordt genoemd, waar een groot deel van het moleculaire waterstof van het totaal in de Melkweg zou zijn te vinden, met tevens de meeste stervorming van ons sterrenstelsel. Wanneer men de Melkweg vanuit de Andromedanevel zou aanschouwen zou dit het meest oplichtende deel zijn.

### Galactisch centrum

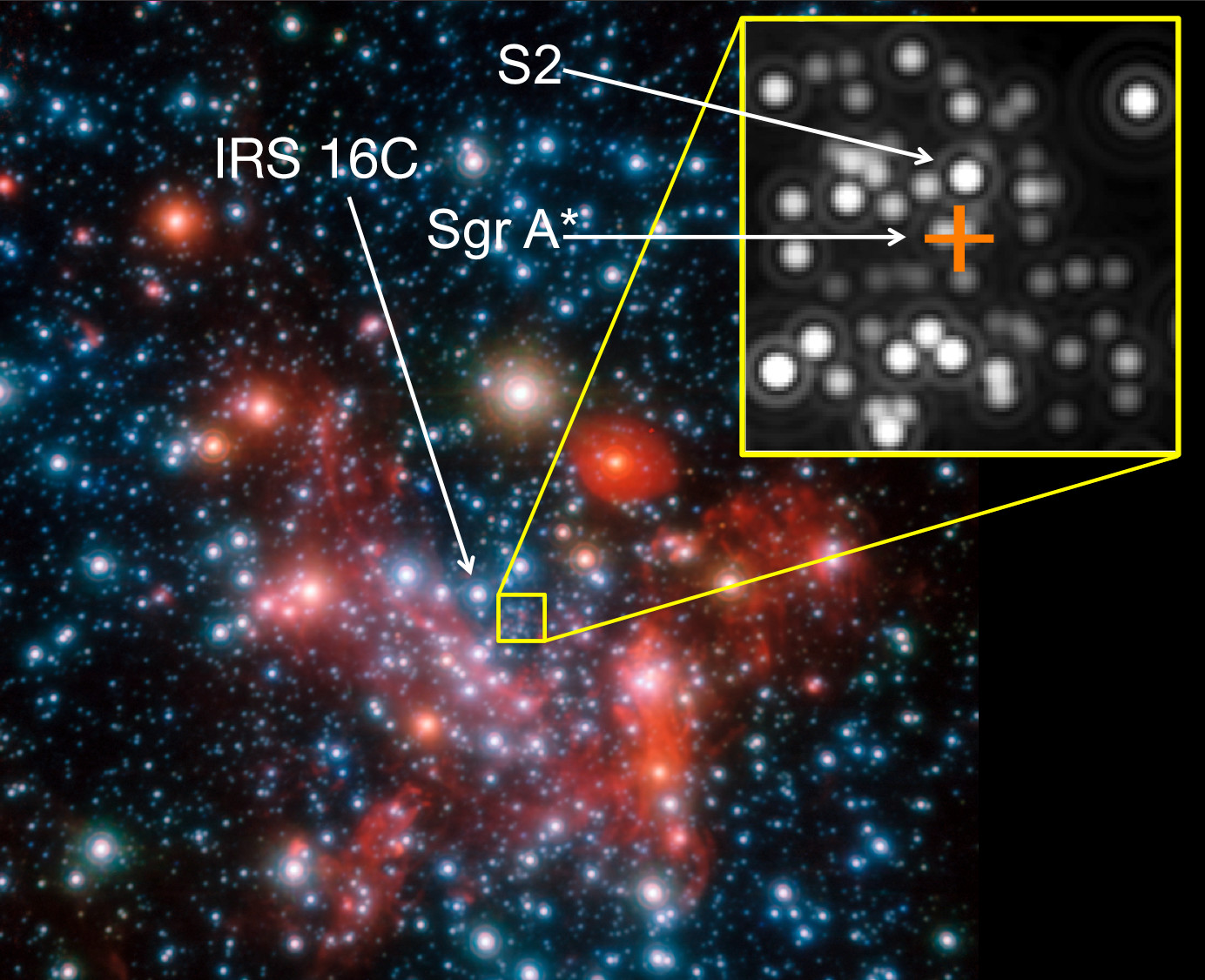
Het Galactisch Centrum

In het centrum van de Melkweg bevindt zich hoogstwaarschijnlijk een superzwaar zwart gat, Sagittarius A*. Dit is echter niet erg actief, want er is in tegenstelling tot de situatie in de galactische schijf in de directe omgeving van Sagittarius A* weinig interstellair gas overgebleven.

### Schijf
De galactische schijf heeft een diameter van 100 000 tot 120 000 lichtjaren, de dikte is buiten de centrale verdikking ongeveer 3000 lichtjaren. Het midden van de galactische schijf wordt het galactische vlak genoemd. De dikte van de schijf neemt met afstand van het galactische centrum toe. Dit wordt wel de flare genoemd. Het midden van de schijf wijkt op grote afstand van het galactisch centrum ook van het galactisch vlak af: de warp van de Melkweg. Deze warp wordt door de onderlinge zwaartekracht met de Magelhaense wolken veroorzaakt. Er wordt onderscheid gemaakt tussen de dikke schijf met hoofdzakelijk oudere sterren en de dunne schijf. 

Geobserveerde en geëxtrapoleerde structuur van de spiraalarmen van de Melkweg.
Crux-Scutum arm
Carina-Sagittarius arm
Orion-Cygnus arm
Perseus arm
Norma arm, Outer arm en New Outer arm

De dunne schijf wordt gevormd door diverse spiraalarmen, plaatsen waar de dichtheid van sterren, en vooral die van jonge, sterren met een hoge lichtkracht, van H-II-gebieden en moleculaire wolken groter is dan elders. De Melkweg heeft vier hoofdarmen en minimaal twee kleine armen. De vier hoofdarmen zijn de Sagittariusarm, de Perseusarm, de Cygnusarm en de Centaurusarm. Het zonnestelsel bevindt zich in een van de kleinere armen, de Orionarm. Men is het nog niet over de precieze naamgeving en het verloop van de spiraalarmen eens.

### Halo
De halo is een 'bolvormige ruimte' om de Melkweg heen. Daarin bevinden zich relatief kleine (10-300 lichtjaar) bolvormige sterrenhopen, ieder bestaande uit zo'n 100 000 zeer oude sterren. Door spectraalanalytisch onderzoek ontdekten astronomen dat de samenstelling van die sterren verschilt van die van de galactische schijf: de abundantie van metalen in sterren in de halo is lager dan die in sterren in de schijf. Men spreekt hier van sterren van populatie I (schijf) en II (halo). De sterren van de centrale verdikking behoren ook voor het grootste deel tot dit type. Een van de oudste Populatie II sterren is HE 1523-0901 met een leeftijd van ongeveer 13,2 miljard jaar.
Het vermoeden is de laatste jaren onder astronomen gerezen dat er zich in de halo veel meer materie bevindt dan die van de enkele honderden bolvormige sterrenhopen. De snelheid waarmee sterren rond het centrum van de Melkweg draaien, de rotatiekromme, neemt niet af met de afstand, hetgeen doet vermoeden dat de massa niet voor het grootste deel in de centrale verdikking en schijf geconcentreerd is, maar min of meer gelijk over de halo is verspreid, die zich dan bovendien over een veel grotere afstand zou uitstrekken dan men tot dusverre meende. Een dergelijke massaverdeling zou er ook een betere verklaring voor zijn dat het stelsel inderdaad stabiel is.
Dit heeft geleid tot de ontwikkeling van de theorie van de donkere materie, een vorm van materie, die geen licht uitzendt of absorbeert en behalve door gravitatie nauwelijks interactie met andere materie heeft. Het is niet onwaarschijnlijk dat de massa van deze 'donkere materie' 10 maal zo groot is als die van de materie, die wij tot nu toe hebben waargenomen. Het bestaan van deze vorm van materie is alleen nog niet aangetoond. Het is een van de grote mysteries van de astrofysica.
In de halo bevinden zich ook wolken van neutraal waterstof die zich met hoge snelheid naar de schijf toe bewegen, de hogesnelheidswolken.

### Zonnestelsel
Het zonnestelsel bevindt zich in de galactische schijf, ongeveer halverwege het centrum en de rand van de Melkweg. Het galactisch centrum bevindt zich 8.122 ± 31 parsecs, of 26.490 ± 100 lichtjaar, van de zon in de richting van het sterrenbeeld Boogschutter. De zon bevindt zich ongeveer 36 pc (85 lichtjaar) boven het midden van de schijf. Het zonnestelsel beweegt zich ten opzichte van de sterren in de buurt van de zon met een snelheid van ongeveer 19,5 km/s in de richting van het apex in het sterrenbeeld Hercules.

### Rotatie

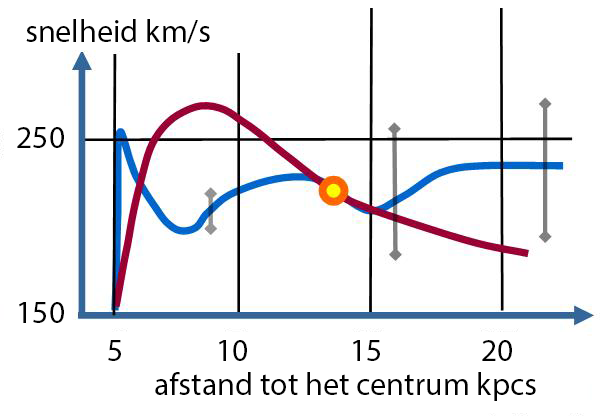
Rotatiekromme van de Melkweg.
in het verleden geschatte kromme
gemeten kromme

Er is sprake van differentiële rotatie, wat wil zeggen dat de Melkweg niet als een wiel om haar centrum draait, maar dat omloopstijd van objecten in het stelsel afneemt naarmate zij verder van het centrum zijn verwijderd. Aan de hand van de relatieve bewegingen van een groot aantal sterren wordt geraamd dat onze Zon met een snelheid van ongeveer 220 km/s rondom het centrum van de Melkweg draait en één omwenteling voltooit in ongeveer 220 miljoen jaar (een Galactisch jaar). Hieruit is in het verleden aan de hand van de gravitatiewet van Newton geschat, dat de massa van het stelsel die zich 'binnen' de baan van onze Zon bevindt ongeveer 90 miljard zonnemassa bedraagt. De totale massa van het Melkwegstelsel die daarentegen uit metingen van de ruimtetelescoop Hubble en Gaia werd berekend is 1500 miljard zonnemassa's.

### Gasbellen

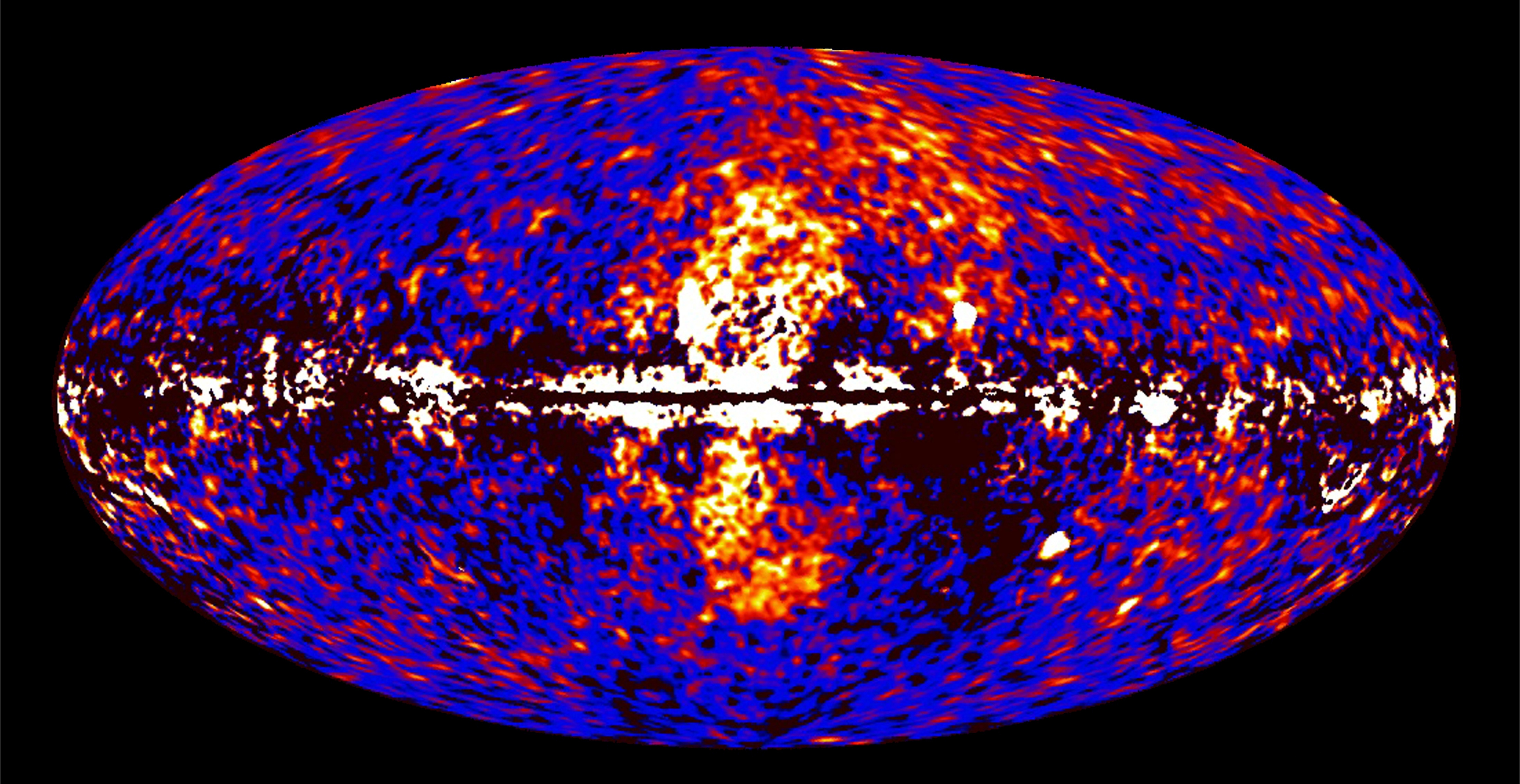
De gasbellen nabij het Galaktisch centrum

Met behulp van de Fermi Gamma-ray Space Telescope zijn twee enorme gasbellen ontdekt van ieder 25 000 lichtjaar doorsnede, die zich loodrecht op het vlak van de Melkweg bevinden en vanuit het centrum lijken te zijn uitgestoten. Het gaat hier mogelijk om overblijfsels van uitbarstingen van het superzware zwarte gat, maar ze kunnen ook bij een geboortegolf van zware sterren dicht bij het centrum van de Melkweg zijn gevormd. Het feit dat de gasbellen scherp zijn begrensd en niet uitgewaaierd, doet vermoeden dat ze pas enkele miljoenen jaren geleden zijn ontstaan.

## Galactisch coördinatenstelsel

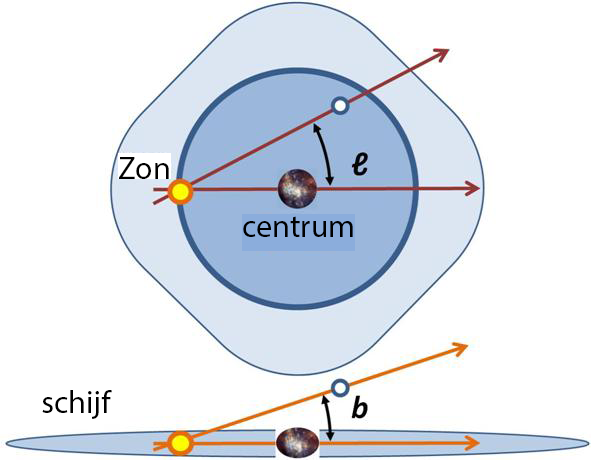
Het galactisch coördinatenstelsel

Om de beschrijving van hemellichamen in de Melkweg te vergemakkelijken wordt het galactische coördinatenstelsel gebruikt. De coördinaten worden galactische lengte {\displaystyle l} en galactische breedte {\displaystyle b} genoemd. Dit coördinatenstelsel is in 1958 door de Internationale Astronomische Unie vastgelegd. De galactische equator correspondeert bij benadering met het melkwegvlak. Het nulpunt van de galactische lengte ligt vlak bij het galactisch centrum in het sterrenbeeld Boogschutter. De galactische noordpool bevindt zich in het sterrenbeeld Hoofdhaar, de zuidpool in het sterrenbeeld Beeldhouwer. De galactische equator maakt een hoek van 62,6{\displaystyle ^{\circ }} met de hemelevenaar.
In het galactisch vlak is {\displaystyle l}=90{\displaystyle ^{\circ }} in de richting van het sterrenbeeld Zwaan, {\displaystyle l}=180{\displaystyle ^{\circ }}, het galactisch anticentrum, in de richting van het sterrenbeeld Voerman, en {\displaystyle l}=270{\displaystyle ^{\circ }} in de richting van het sterrenbeeld Zeilen. Er zijn vier galactische quadranten, zo wordt het gebied tussen {\displaystyle l}=0{\displaystyle ^{\circ }} en {\displaystyle l}=90{\displaystyle ^{\circ }} het eerste quadrant genoemd.

## Vorming en evolutie

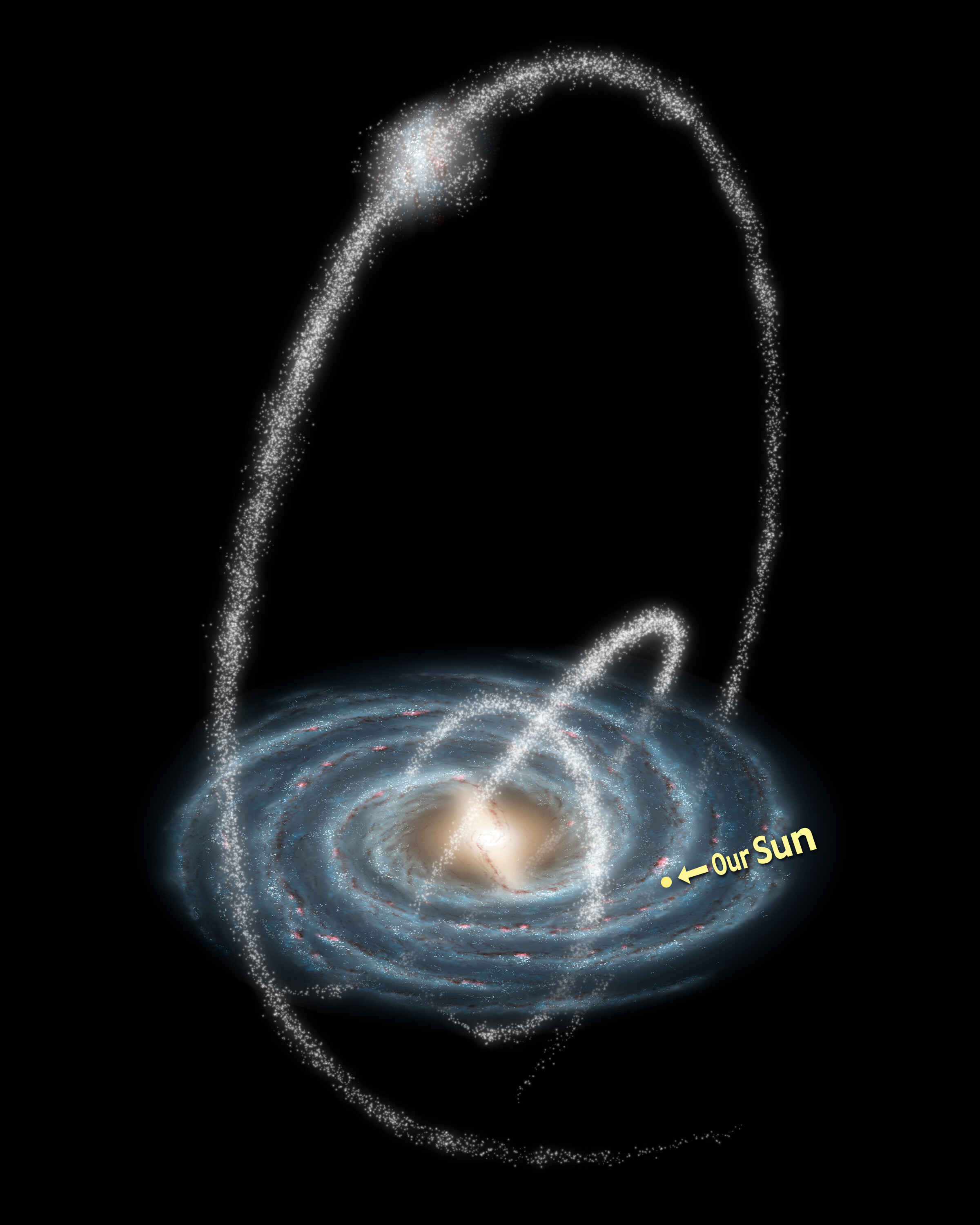
De Melkweg met enkele sterrenstromen

Amina Helmi heeft in 2000 met haar promotieonderzoek aangetoond dat de Melkweg is ontstaan door botsingen en samensmeltingen van kleinere stelsels. Zij gebruikte hiervoor de gegevens die tussen 1989 en 1993 door de satelliet Hipparcos van de plaatsen en bewegingen van 120 000 sterren zijn verzameld. Zij ontdekte dat er ten minste twee kleinere sterrenstelsels zijn geweest waar de Melkweg uit is ontstaan. De resten van deze stelsels zijn zichtbaar als sterrenstromen zoals de Helmi-stroom en de Aquarius-stroom. Ze werd in 2004 voor haar ontdekking met de Christiaan Huygensprijs onderscheiden. Zulke sterrenstromen zijn ook gevonden in de Andromedanevel en in andere sterrenstelsels. 
In 2021 echter publiceerde de Universiteit van Sydney nieuwe bevindingen waaruit moest blijken, dat de ontwikkeling van de Melkweg het resultaat is van een geleidelijk proces. De dwarsdoorsnede van een ander sterrenstelsel vertoont namelijk dezelfde structuur als de Melkweg.

## Vooruitzicht
Astronomen hebben, met behulp van gegevens afkomstig van de ruimtetelescoop Hubble, berekend dat de Melkweg waarschijnlijk over 4 miljard jaar zich zal samenvoegen met het Andromeda-sterrenstelsel. De zon raakt wellicht uit haar koers, maar dat zal verder geen gevolgen hebben voor het zonnestelsel.
Misschien komt er ook een tweede botsing, met de Driehoeknevel. Dat gebeurt waarschijnlijk na de botsing met de Andromedanevel. Dit is dus ongeveer gelijk met de al voorziene ingrijpende veranderingen van de Zon en de Aarde.

## De Melkweg als één sterrenstelsel onder vele andere

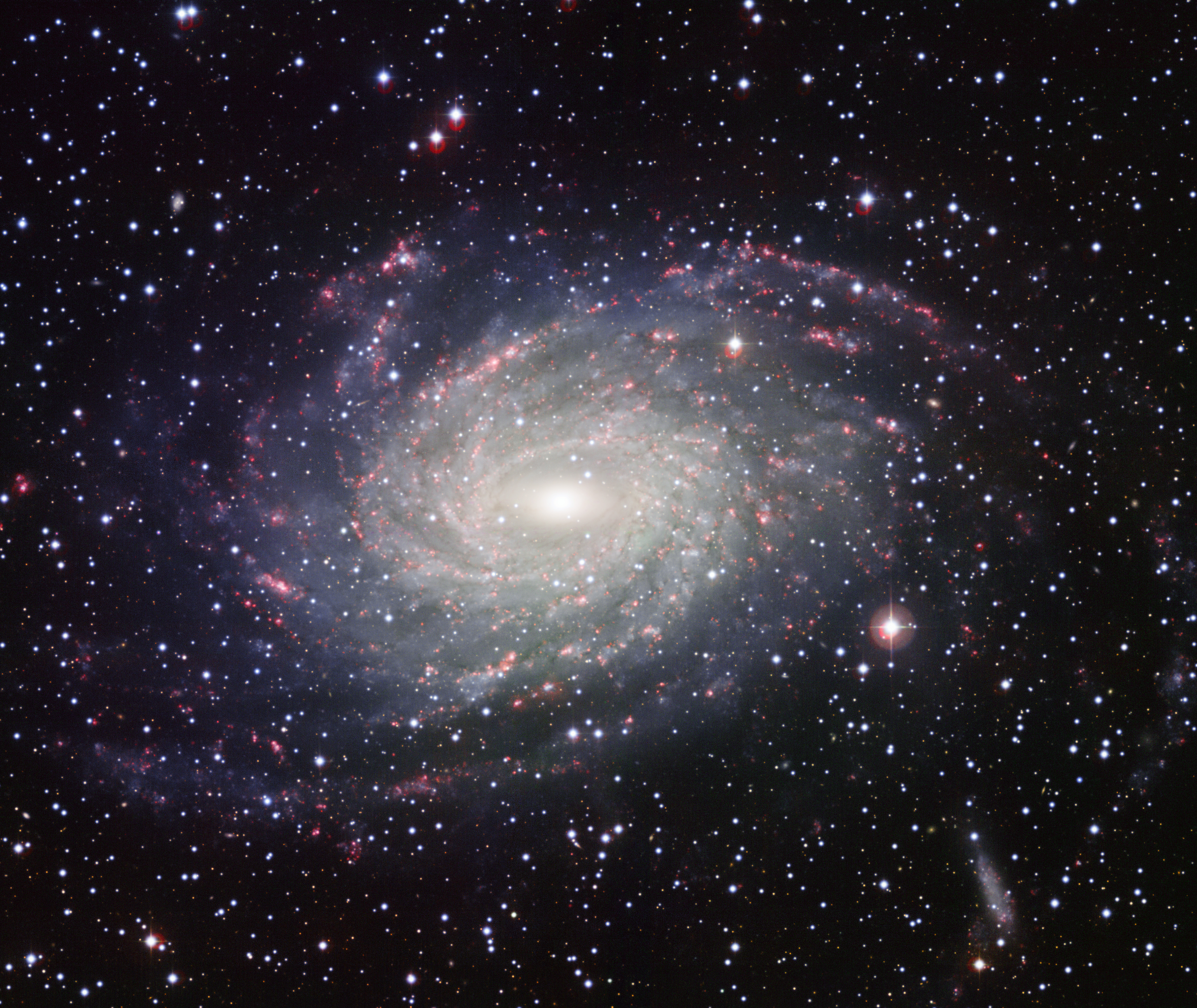
NGC 6744 wordt wel de 'tweeling van de Melkweg' genoemd.

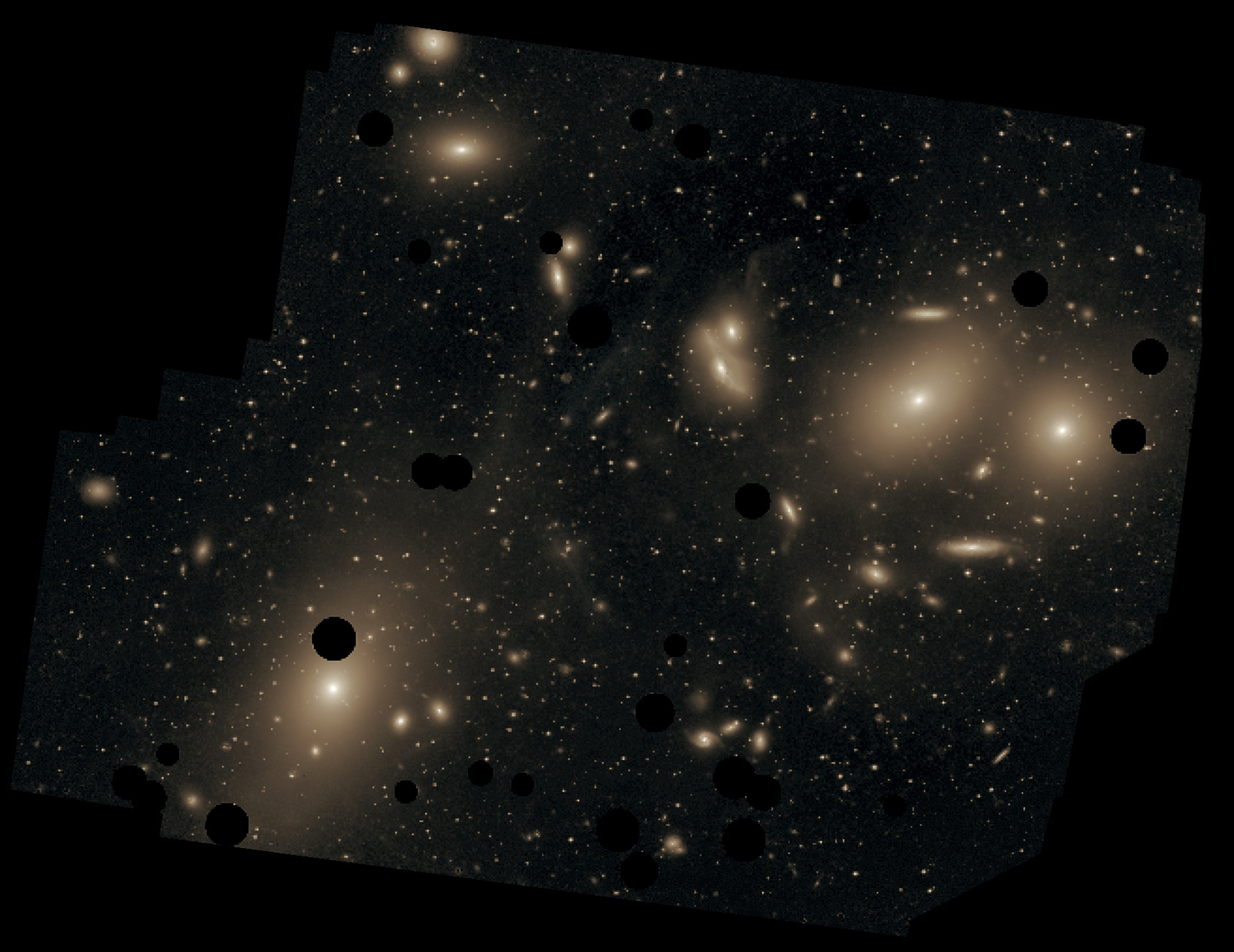
Deel van de Virgocluster

Het was tot de jaren twintig van de 20e eeuw niet bekend dat er zich buiten de Melkweg nog andere sterrenstelsels bevonden. Men ging er algemeen van uit dat het melkwegstelsel uniek was in het heelal en dat er daarbuiten geen ander sterrenstelsel was. Weliswaar had de filosoof Immanuel Kant (1724-1804) al een suggestie gedaan dat de door astronomen waargenomen 'nevels' in werkelijkheid andere sterrenstelsels zouden kunnen zijn zoals de onze, maar aan deze suggestie werd niet veel aandacht geschonken. De astronoom Vesto Slipher toonde in 1914 het bestaan aan van de roodverschuiving in de spectra van bepaalde sterrenstelsels en de daaraan gekoppelde radiale snelheid, die veel hoger dan mogelijk was voor objecten binnen de Melkweg. Hij legde met deze observaties de basis voor de ontdekkingen van de astronoom Edwin Hubble. Met behulp van het dopplereffect, door de roodverschuiving, en de 100-inch Hookertelescoop stelde deze vast dat de sterrenstelsels zich steeds sneller van ons verwijderden, geformuleerd in de wet van Hubble-Lemaître. Dit bevestigde de hypothese van Georges Lemaître dat het hierbij ging om een reële expansie van het heelal.
We weten nu dat de sterrenstelsels zelf ook weer groepen vormen, clusters genoemd. De Melkweg maakt deel uit van de zogenoemde Lokale Groep van ongeveer 30 stelsels, waartoe ook de Andromedanevel M31, de Driehoeknevel (M33) in het sterrenbeeld Driehoek en de Magelhaense wolken behoren. De Lokale Groep bestaat verder voor het grootste deel uit dwergachtige, onregelmatige of elliptisch gevormde stelsels. De dichtstbijgelegen cluster is de Virgocluster. Zowel de Lokale Groep als de Virgo Cluster zijn onderdeel van de Virgosupercluster of Lokale Supercluster, een van de gigantische groepen van clusters van sterrenstelsels in het heelal.

## Voorgrondsterren
Om met behulp van telescopen zich ver buiten het melkwegstelsel bevindende sterrenstelsels te zien te krijgen, moeten we doorheen een veld van voorgrondsterren kijken, allen behorend tot het melkwegstelsel. De meeste voorgrondsterren bevinden zich in het vlak van het melkwegstelsel, en vertonen zich als de wazige zwak lichtgevende band van de melkweg. In gebieden omstreeks de noordelijke en zuidelijke galactische polen zijn voorgrondsterren nog steeds aanwezig, maar in beduidend kleinere hoeveelheden. Ook in de richting tegenover het centrum van het melkwegstelsel, omstreeks de sterrenbeelden Stier, Tweelingen, en Voerman, komen voorgrondsterren minder voor. Voorgrondsterren, alsook donkere stofwolken, zijn dan ook het talrijkst in de richting van de sterrenbeelden Boogschutter, Schorpioen, en Slangendrager waar zich het galactisch centrum bevindt, alsook het meest vertegenwoordigde gedeelte van de zone of avoidance.
Betrekkelijk heldere voorgrondsterren beletten wel eens het zicht op zich achter deze sterren bevindende verre lichtzwakke sterrenstelsels. Op die manier worden wel eens nieuwe sterrenstelsels ontdekt, omdat ze, door de eigenbeweging van de voorgrondsterren, geleidelijk tevoorschijn komen en hun bestaan verraden. In omgekeerde zin kunnen sterrenstelsels ook geleidelijk minder goed zichtbaar tot onzichtbaar worden.
Zich schijnbaar in de buurt van sterrenstelsels bevindende voorgrondsterren of telescopische asterismen kunnen ook fungeren als gidssterren of gidsgroepjes om deze verre sterrenstelsels gemakkelijk op te kunnen sporen. Digitale sterrenatlassen tonen daarbij de catalogusnummers van de meeste van deze voorgrondsterren, waarbij het eventueel aan te bevelen is om de waar te nemen sterrenstelsels van eigen namen te voorzien, betrekking hebbend tot de HD (Henry Draper) catalogusnummers van de gidssterren, of de door John Flamsteed gegeven nummers van de visueel relatief makkelijk waar te nemen sterren in zo goed als elk sterrenbeeld van de noordelijke hemisfeer.

## Polaris Galacticum Borealis
De voorgrondster 31 Comae Berenicis in het sterrenbeeld Hoofdhaar, schijnbare magnitude +5, bevindt zich ongeveer een halve graad verwijderd van de Noordelijke Galactische Pool (NGP) , en heeft dan ook de naam Polaris Galacticum Borealis gekregen (de noordelijke galactische poolster). Vrij toevallig bevindt zich op ongeveer een  tweetal graden ten oostnoordoosten van de noordelijke galactische pool de Comacluster (ofwel Abell 1656 en Zwicky 5619), een cluster van sterrenstelsels.

## De zuidelijke galactische pool
De zuidelijke galactische pool in het sterrenbeeld Beeldhouwer is tegenover de noordelijke minder gemakkelijk te herkennen. Toch kan de bolvormige sterrenhoop NGC 288 op ongeveer een halve graad ten noordoosten ervan als herkenningspunt fungeren. 

## Mythologie

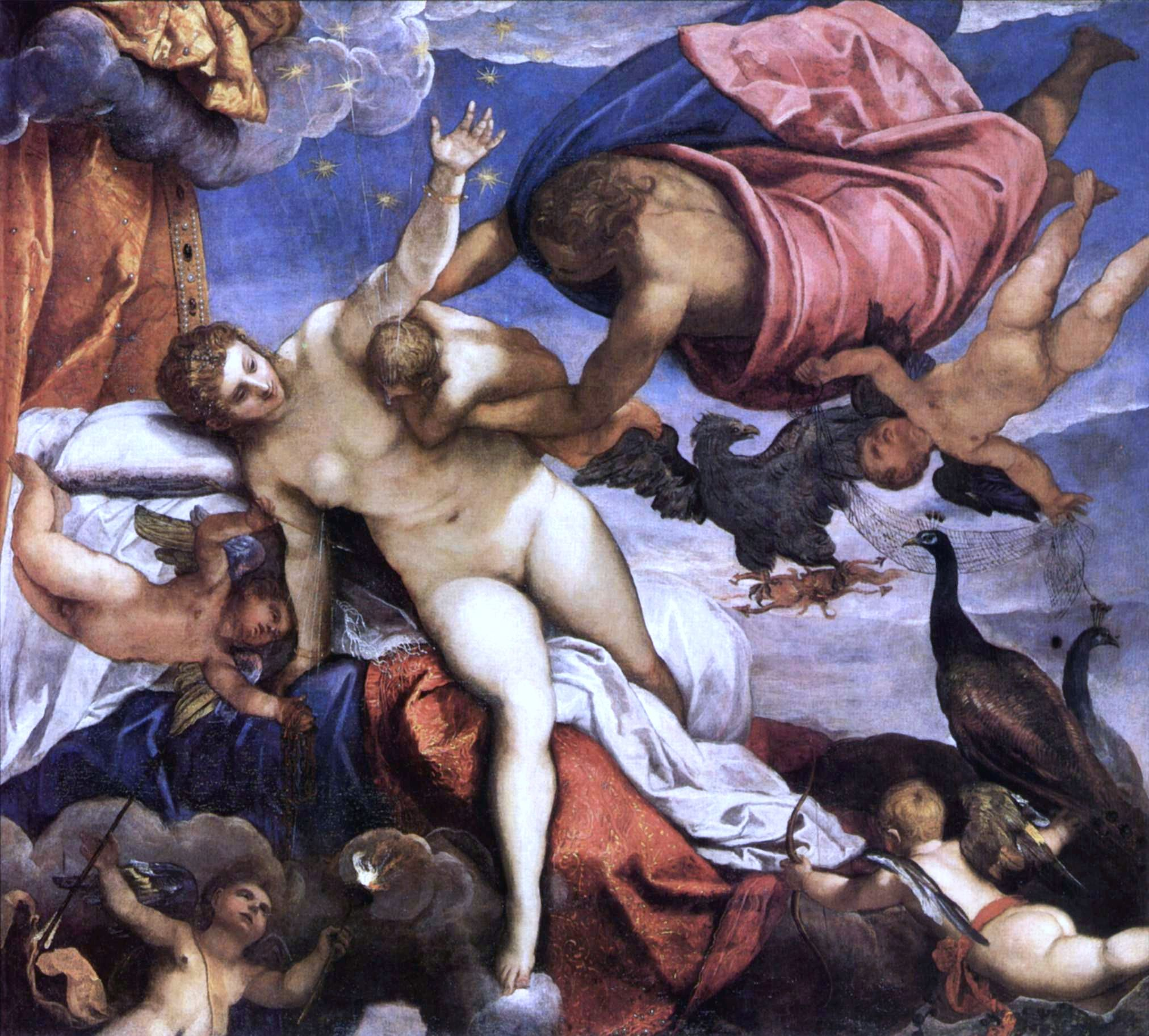
Tintoretto's 'Het Ontstaan van de Melkweg'

De Melkweg  is volgens de Egyptische mythologie uit de melk ontstaan, die uit de uier van de hemelse koe vloeide. De vier poten van de koe steunden op de vier hoeken van de Aarde.
Volgens de oude Grieken zou de god Zeus de baby Herakles aan zijn vrouw Hera hebben gegeven om te zogen. Toen Hera besefte dat de baby niet haar eigen kind was, maar het zoveelste kind dat haar brave echtgenoot bij een andere vrouw had verwekt, duwde ze het verontwaardigd van zich af. De daarbij gemorste melk vormde de Melkweg, in het Oudgrieks galaxias, γαλαξίας, afgeleid van het woord γάλα, melk.
De Kelten noemden de Melkweg 'de ketting van Lugh' en volgens de Noordse mythologie ontstond het heelal uit interactie van een wereld van nevel, Niflheim, en een wereld van vuur, Muspelheim, in de Ginnungagap, een kosmische lege kloof. Dit werd eerst het oerwezen Ymir, maar dit gigantische wezen werd opgeofferd om er de werelden mee te construeren. Zijn wenkbrauwen werden rondom de mensenwereld gelegd om deze tegen andere gigantische krachten te beschermen.
De Azteken noemden de Melkweg Mixcoatl, wolkenslang, en associeerden hem met de god met dezelfde naam.

## Sciencefiction
De Melkweg komt veel voor in sciencefictionverhalen als de achtergrond waar de personages zich in bewegen. Het gaat bijvoorbeeld over reusachtige imperiums die de Melkweg gedeeltelijk of geheel omspannen. Bekend is de reeks Foundation van Isaac Asimov waar het verval van een oud en de opkomst van een nieuw Melkwegimperium wordt beschreven.

Een ander voorbeeld vormen enkele van de verhalen van H.G. Wells en van Peter F. Hamilton: The Night's Dawn Trilogy. Er zijn ook series zoals Star Trek, Battlestar Galactica, The Expanse en Stargate SG-1. De filmcyclus Star Wars speelt zich in een ander sterrenstelsel af: de film start met de tekst: A long time ago, in a galaxy far, far away..., Lang geleden in een sterrenstelsel, heel, heel ver weg...